# Anime in Italia
L'Italia è stato uno dei primi paesi occidentali ad importare anime e soprattutto tra la fine degli anni settanta e l'inizio degli anni ottanta furono oltre un centinaio le serie acquistate, probabilmente come in nessun altro paese occidentale, sia ad opera della Rai, sia delle emittenti private liberalizzate nel 1976 (in maggior misura le reti che poi sarebbero diventate Fininvest, ma anche altre realtà prettamente locali), per quella che è stata definita una pacifica "invasione".

## Storia

### La prima "invasione"
I primi anime ad arrivare in Italia sono stati alcuni lungometraggi distribuiti nei cinema a partire dai primi anni sessanta. Il primo film anime ad uscire nelle sale cinematografiche italiane fu Le 13 fatiche di Ercolino (Saiyuki), nel 1962. A questo seguirono, fra gli altri: Le meravigliose avventure di Simbad (Arabian naito: Shindobaddo no bōken) nel 1964; Le meravigliose favole di Andersen (Anderusen monogatari) nel 1968; La grande avventura del piccolo principe Valiant (Taiyō no ōji - Horusu no daibōken), Il gatto con gli stivali (Nagagutsu o haita neko) nel 1969; e Leo - Il re della giungla nel 1972, film di montaggio della serie Kimba - Il leone bianco (Janguru Taitei). Si trattava di lungometraggi proiettati nell'ambito di matinée domenicali o distribuiti spacciandoli per prodotti americani. Il primo film d'animazione giapponese, La leggenda del serpente bianco (Hakujaden), venne invece trasmesso sul Secondo Programma Rai nel 1970.
Tuttavia, la vera svolta nella diffusione degli anime in Italia si è avuta nella seconda metà degli anni settanta, con l'importazione di serie televisive da parte, inizialmente, della televisione di Stato. Il 15 settembre 1975, la televisione svizzera in lingua italiana diede infatti il via alla messa in onda di Barbapapà (Bābapapa), che fu trasmessa anche dalla Rete 2 Rai dal 13 gennaio 1976, rendendola la prima serie anime giapponese trasmessa in Italia. Fecero seguito nel maggio 1976 Vicky il vichingo (Chiisana Viking Vikke), nel 1977 Kimba - Il leone bianco (la prima trasmessa dalle reti locali), e nel 1978 Heidi (Alps no shōjo Heidi) e Atlas UFO Robot (UFO Robot Grendizer).
A partire però dalla metà degli anni ottanta, soprattutto a causa di una crescente campagna di demonizzazione degli anime operata da buona parte dell'opinione pubblica, la Rai iniziò ad importare sempre meno serie, e per oltre un decennio restò praticamente solo il gruppo Fininvest a proporre qualche novità. Per lo più si trattava di serie indirizzate a un pubblico di età appena scolare, o di serie prevalentemente shōjo, mentre i pochi prodotti shōnen venivano dirottati sui circuiti di reti locali associati al gruppo (Italia 7, Odeon TV). Le reti private locali, invece, si limitarono per anni a trasmettere repliche delle serie acquistate in precedenza, in quanto le sempre più elevate spese per l'acquisizione dei diritti e per il doppiaggio imponevano loro tabelle di marcia rallentate per l'importazione di nuove opere.

### Second Impact
Tali circostanze hanno determinato un notevole ritardo per quanto riguarda la distribuzione di nuovi anime in Italia (tanto nel mercato televisivo quanto su DVD o VHS), colmato soltanto in parte nel corso della seconda metà degli anni novanta grazie alla crescita del genere nel mercato home video, da taluni definita il «Second Impact» dell'animazione giapponese in Italia. A partire dal 1999, tuttavia, reti nazionali come MTV Italia, e in misura minore LA7, hanno iniziato a trasmettere regolarmente animazione giapponese proprio grazie ad accordi stretti con i maggiori editori italiani di home video del settore, quali soprattutto Dynit, Panini Video e Shin Vision, all'epoca ancora attiva. Specialmente la scelta editoriale di MTV ha contribuito in maniera considerevole al citato Second Impact dell'animazione nipponica, favorendo l'ulteriore espansione del mercato e l'importazione di serie studiate in particolar modo per il suo pubblico di riferimento, vale a dire la fascia di età degli over 14. Le sinergie messe in campo con gli editori di home video hanno, inoltre, consentito apprezzabili risparmi sull'acquisto dei diritti e una qualità media degli adattamenti molto elevata. Gli accordi tra MTV e le case editrici hanno anche favorito particolari trasmissioni a scopo promozionale, quali, nella notte tra il 12 e il 13 dicembre 2000, la "maratona" Robothon, comprendente vari primi episodi di anime robotici (da cui il nome), e le due Anime Week durante l'ultima settimana di settembre del 2005 e del 2006, in cui la trasmissione di anime in via promozionale costituiva buona parte della programmazione giornaliera della rete. In tutti questi casi, oltre ad episodi regolarmente doppiati, ne sono stati trasmessi alcuni solo sottotitolati, principalmente in seconda serata. Qualcosa di simile ha fatto anche Italia 1, la rete del gruppo Mediaset che trasmette normalmente animazione giapponese, con le sue cosiddette Notti Manga, programmi promozionali andati in onda in fascia notturna tra il 1999 e il 2001, in cui sono stati trasmessi, in aggiunta all'ordinaria programmazione pomeridiana, alcuni anime editi dalla Yamato Video. Dal 2009 anche la Rai è tornata a trasmettere animazione giapponese sul canale digitale terrestre Rai 4, che in quell'anno ha mandato in onda in versione integrale serie come Gurren Lagann e Code Geass: Lelouch of the Rebellion. La stessa piattaforma digitale ha favorito la creazione di canali tematici dedicati all'animazione giapponese, come Man-ga o Anime Gold.
Negli ultimi anni anche internet è diventato un nuovo canale distributivo globale per gli anime, sia per iniziativa delle stesse case di produzione, che sempre più di frequente pubblicano le opere inizialmente come ONA per web TV, sia ad opera di privati che le diffondono però in modo illecito. Nell'ultimo caso si possono distinguere due tipologie: l'immissione in rete di copie di prodotti già pubblicati in Italia, oppure di copie di prodotti inediti nel mercato italiano sottotitolati da gruppi amatoriali, cosiddetti fansub. In quest'ultimo caso i gruppi in genere si impegnano a sospendere la distribuzione quando i diritti per quel determinato titolo vengono acquistati in patria e a non trarre lucro dall'attività, che rimane comunque illecita per la violazione del diritto d'autore.

## La questione della censura
In Italia, a partire dalla metà degli anni ottanta, l'animazione giapponese ha subito nei passaggi televisivi sulle reti nazionali (RAI e soprattutto Fininvest/Mediaset) una censura sistematica operata attraverso adattamenti invasivi e incongrui, traduzioni superficiali dei copioni originali, giunti talvolta incompleti, tagli e modifiche arbitrarie. A causa di un equivoco culturale di fondo, che in Italia e in Occidente vuole l'animazione rivolta sempre e solo ai bambini, molti anime destinati originariamente ad adulti o adolescenti sono stati infatti adattati forzatamente per una fascia di età infantile. Il cambiamento di target ha così comportato una revisione, se non talvolta la riscrittura dei dialoghi, per edulcorarli e renderli fruibili da un pubblico molto più giovane e il taglio di sequenze o, più raramente, di intere puntate, ritenute non adatte ad una platea infantile.
Anche per questo l'associazione Moige (Movimento italiano genitori), come pure giornalisti e psicologi, hanno spesso criticato gli anime, colpevoli di presentare contenuti ritenuti inadatti ai bambini. I cultori dell'animazione nipponica si sono a loro volta organizzati in associazioni quali l'ADAM Italia, con l'obiettivo di tutelare l'integrità delle opere e restituirle al pubblico per cui erano state pensate originariamente. In Giappone, come detto, l'animazione è infatti considerata, al pari della cinematografia, una forma d'espressione artistica che può veicolare contenuti d'ogni genere e tipo, destinati a fasce d'età differenziate.
A segnare una svolta hanno contribuito le scelte editoriali di MTV, che ha effettuato le sue trasmissioni di animazione giapponese in fasce orarie appropriate e in versione identica all'edizione proposta per il mercato home video dagli editori italiani; nella maggior parte dei casi, quindi, la trasmissione è del tutto priva di censure (come avvenuto nel caso di Ranma ½), anche se per certi prodotti (ad esempio Golden Boy o gli OAV di Kenshin Samurai vagabondo) è stata scelta la doppia programmazione: censura delle scene ritenute inadatte nella trasmissione in fascia protetta, e versione integrale durante il passaggio in tarda serata. In tema va anche segnalata la trasmissione notturna senza censure su Italia 1 della serie TV seinen Berserk nel 2001 e dei film Tokyo Godfathers e Cowboy Bebop nel 2006. Per quel che riguarda la Rai, invece, i primi tentativi di trasmissione integrale sono stati, oltre ad alcune serie del World Masterpiece Theater su Rai 1 e al film Akira su Rai 3, la messa in onda su Rai 2 di vari film e speciali TV della saga di Dragon Ball nel 2000-2001. Con l'avvento della televisione digitale terrestre, poi, si è scelto di includere regolarmente nel palinsesto di Rai 4 la messa in onda di anime in versione integrale, anche con le sigle di apertura e chiusura originali.

## Impatto culturale
L'animazione giapponese ha avuto un significativo impatto sulla cultura dei giovani italiani nati dalla fine degli anni sessanta in avanti, la cui infanzia ne è stata caratterizzata. In particolare, per la prima generazione di spettatori di anime, quella degli anni settanta, i personaggi delle serie giapponesi dell'epoca sono diventati un topos letterario, nonché un elemento di identificazione generazionale, permeando l'immaginario collettivo e la cultura popolare anche a livello di massa (si pensi ad esempio ai numerosi riferimenti all'animazione giapponese contenuti nei brani del cantautore Caparezza, o a gruppi musicali come i Meganoidi). Su internet ciò ha dato luogo a punti di ritrovo virtuale molto partecipati, come il newsgroup it.arti.cartoni, mentre proliferano una miriade di siti web amatoriali dedicati all'animazione giapponese, così come veri e propri quotidiani e riviste periodiche elettronici (webzine), quali AnimeClick e l'ormai inattiva Wangazine.
Anche in ambito scientifico e accademico si moltiplicano testi e saggi, spesso scritti proprio da ricercatori e studiosi di quella generazione, che trattano di anime e manga riscoprendoli e rivalutandoli come fenomeno culturale e sociologico. L'animazione giapponese è, inoltre, sempre più spesso argomento di interesse universitario nell'ambito di diverse discipline, come dimostrato, ad esempio, dalla nascita di riviste accademiche quali Manga Academica, dedicata alle tesi e alle pubblicazioni universitarie sul fumetto e sul cinema d'animazione giapponese.
A tanto ha contribuito anche un fenomeno prettamente italiano, quello delle sigle televisive degli anime: ritenendo gli originali cantati in giapponese inadatti ai bambini italiani, sin dalla fine degli anni settanta essi vennero molto spesso sostituiti da brani appositamente realizzati in lingua italiana, spesso scritti da musicisti come Vince Tempera o I Cavalieri del Re. Successivamente, le sigle dei cartoni animati divennero un fenomeno discografico di rilievo, particolarmente tramite l'attività di Cristina D'Avena e Giorgio Vanni, cui la Fininvest/Mediaset ha affidato quasi tutte le sigle degli anime trasmessi a cavallo tra gli anni ottanta e novanta, spesso anche sostituendo le vecchie sigle italiane con delle nuove. A partire dalla seconda metà degli anni novanta, si è sviluppato un rilevante fenomeno di revival di questo genere di brani, prima on-line, tramite il Progetto Prometeo, e poi anche in televisione e in radio; si sono inoltre affermati gruppi musicali specializzati nel riproporre o parodiare questi brani, come gli Amici di Roland e i Gem Boy.